# KLK7
KLK7 (англ. Kallikrein related peptidase 7) – білок, який кодується однойменним геном, розташованим у людей на короткому плечі 19-ї хромосоми. Довжина поліпептидного ланцюга білка становить 253 амінокислот, а молекулярна маса — 27 525.
| 10         |  | 20         |  | 30         |  | 40         |  | 50         |
| ---------- |  | ---------- |  | ---------- |  | ---------- |  | ---------- |
| MARSLLLPLQ |  | ILLLSLALET |  | AGEEAQGDKI |  | IDGAPCARGS |  | HPWQVALLSG |
| NQLHCGGVLV |  | NERWVLTAAH |  | CKMNEYTVHL |  | GSDTLGDRRA |  | QRIKASKSFR |
| HPGYSTQTHV |  | NDLMLVKLNS |  | QARLSSMVKK |  | VRLPSRCEPP |  | GTTCTVSGWG |
| TTTSPDVTFP |  | SDLMCVDVKL |  | ISPQDCTKVY |  | KDLLENSMLC |  | AGIPDSKKNA |
| CNGDSGGPLV |  | CRGTLQGLVS |  | WGTFPCGQPN |  | DPGVYTQVCK |  | FTKWINDTMK |
| KHR        |  |            |  |            |  |            |  |            |

A: Аланін

C: Цистеїн

D: Аспарагінова кислота

E: Глутамінова кислота

F: Фенілаланін

G: Гліцин

H: Гістидин

I: Ізолейцин

K: Лізин

L: Лейцин

M: Метіонін

N: Аспарагін

P: Пролін

Q: Глутамін

R: Аргінін

S: Серин

T: Треонін

V: Валін

W: Триптофан

Кодований геном білок за функціями належить до гідролаз, протеаз, серинових протеаз. 
Задіяний у такому біологічному процесі, як альтернативний сплайсинг. 
Секретований назовні.